# La Heunière
La Heunière település Franciaországban, Eure megyében. Lakosainak száma 454 fő (2022. január 1.). La Heunière Douains, Saint-Vincent-des-Bois, Vernon és Saint-Marcel községekkel határos.

## Népesség
A település népességének változása:
| Lakosok száma | 126  | 195  | 234  | 250  | 269  | 288  | 367  | 431  | 450  | 454  |
|               | 1968 | 1982 | 1990 | 2006 | 2013 | 2015 | 2017 | 2019 | 2020 | 2022 |